# Gaël Blondeau
Gaël Blondeau (Pontarlier, 28 dicembre 2000) è un combinatista nordico francese.

## Biografia
Attivo in gare FIS dal febbraio del 2015, ha esordito in Coppa del Mondo il 27 novembre 2020 a Kuusamo (48º), ai Campionati mondiali a Oberstdorf 2021, dove si è classificato 34º nel trampolino lungo, 6º nella gara a squadre ed è stato squalificato nel trampolino normale, e ai Giochi olimpici invernali a Pechino 2022, dove si è piazzato 28º nel trampolino normale, 40º nel trampolino lungo e 5º nella gara a squadre; ai Mondiali di Planica 2023 è stato 26º nel trampolino normale e a quelli di Trondheim 2025 si è classificato 17º nel trampolino normale, 29º nel trampolino lungo, 7º nella gara a squadre e 6º nella gara a squadre mista.

## Palmarès

### Mondiali juniores
- 2 medaglie:
  - 1 argento (gara a squadre a Oberwiesenthal 2020)
  - 1 bronzo (individuale a Oberwiesenthal 2020)

### Coppa del Mondo
- Miglior piazzamento in classifica generale: 53º nel 2022